# Groeve bij de Drie Beeldjes

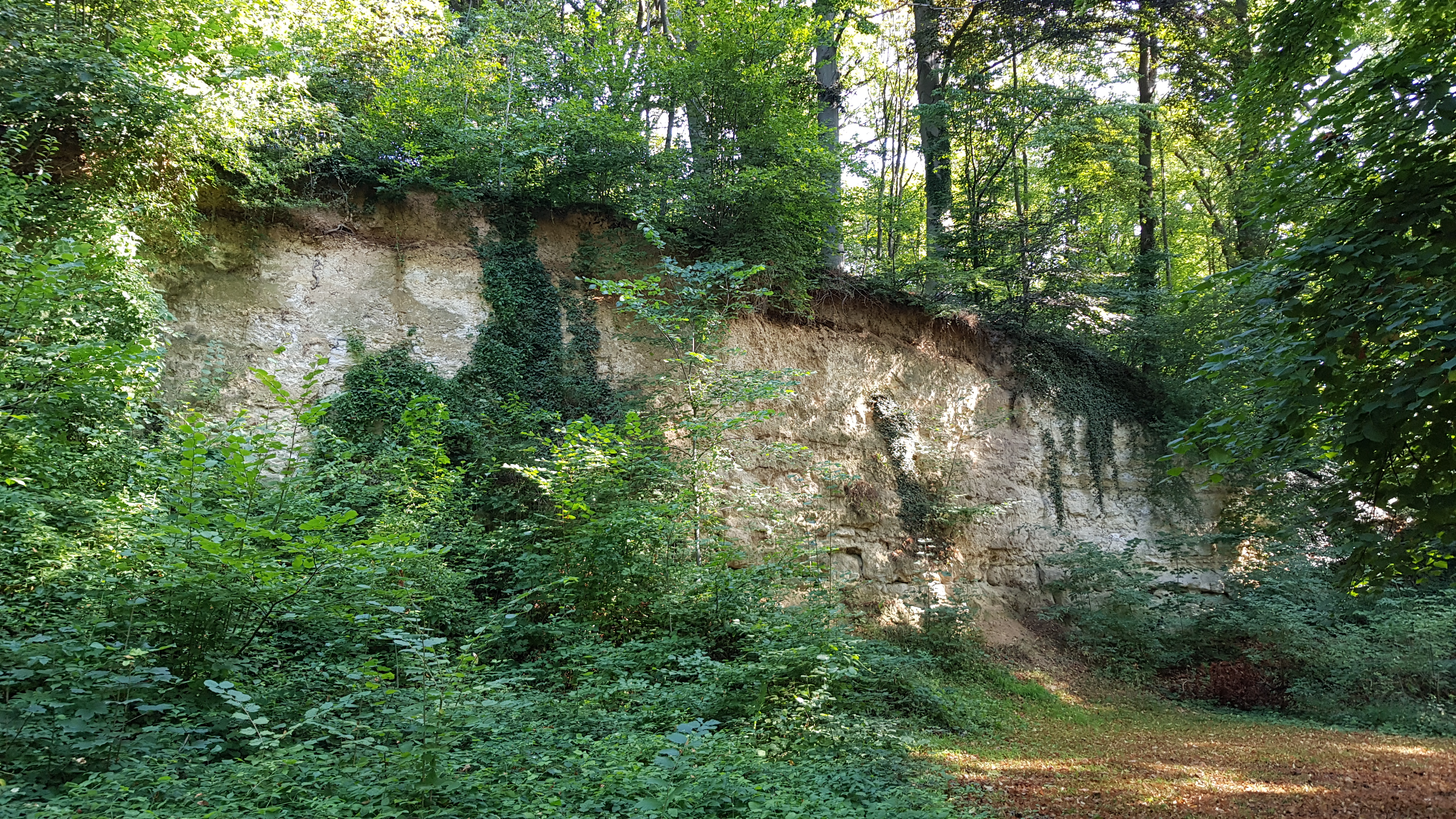
de Groeve bij de Drie Beeldjes

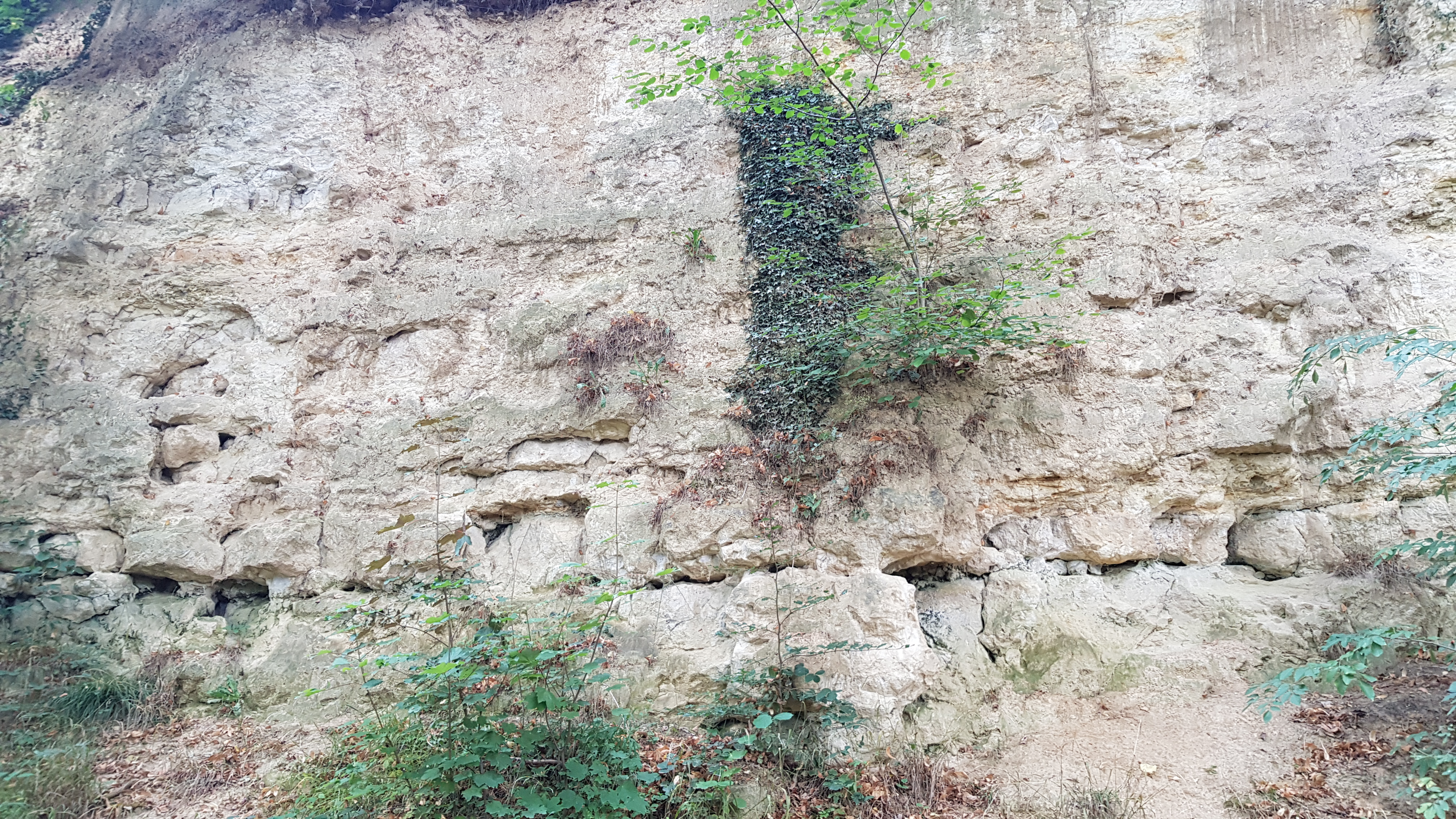
harde en zachte lagen zijn enigszins herkenbaar in de groevewand

De Groeve bij de Drie Beeldjes is een Limburgse mergelgroeve en geologisch monument in Nederlands Zuid-Limburg in de gemeente Valkenburg aan de Geul. De dagbouwgroeve ligt ten zuidoosten van Valkenburg en ten noorden van Oud-Valkenburg in een steilrand aan de Geul. Direct naast de groeve staat de beeldengroep Drie Beeldjes. Ten zuidwesten van de groeve ligt aan de overzijde van de Geul het Kasteel Schaloen en ten zuidoosten het Kasteel Genhoes. De groeve ligt aan de zuidelijke rand van het Schaelsbergerbos en staat aan de voet van de Schaelsberg en Daolkesberg aan de zuidoostelijke rand van het Centraal Plateau.
Op ongeveer 500 meter naar het noordwesten ligt bij Kasteel Oost de Groeve Kasteel Oost.

## Geologie
De kalksteen in de groeve stamt uit het Boven-Krijt en betreft de Kalksteen van Valkenburg uit de Formatie van Maastricht. Deze kalksteen is geelgrijs van kleur. In de bedding met de Geul en een steilwand langs de Geul bevindt zich de Kalksteen van Lanaye uit de Formatie van Gulpen. Deze kalksteen is wit van kleur en heeft zwarte vuurstenen. Tussen deze twee kalksteenlagen zit de Horizont van Lichtenberg.
In de Zuid-Limburgse ondergrond gaat van het westen richting het oosten de Maastrichtse kalksteen geleidelijk over in Kunrader kalksteen die bestaat uit harde en zachte kalksteenbanken. In de groeve is deze overgang goed te zien doordat vuursteenbanken hier vrijwel verdwenen zijn en de harde en zachte kalksteenlagen reeds zwak zichtbaar zijn. De kalksteen in dit overgangsgebied wordt Schaelsberg kalksteen genoemd.
Vanaf de groeve omhoog richting de Daolkesberg is tot aan de spoorlijn aan de randen van het pad Kunrader kalksteen te zien. Vanaf de spoorlijn verder omhoog naar de Daolkesberg worden de harde kalksteenlagen steeds minder duidelijk. In de kalkwand van de Daolkesberg is de Horizont van Romontbos te zien met erboven Kalksteen van Emael.